# Polideportivo municipal de Martos
El polideportivo municipal de Martos es un complejo deportivo situado al noroeste de la ciudad de Martos, en la provincia de Jaén (España). Fue inaugurado en 1992 y cuenta con unas instalaciones donde es posible realizar la práctica de numerosas disciplinas deportivas.

## Yacimiento arqueológico
El complejo polideportivo comenzó a construirse en 1991 y durante los trabajos de excavación del terreno, se descubrieron importantes restos de un yacimiento arqueológico que data del Neolítico. Dicho yacimiento arqueológico dio a conocer importantes datos acerca de los asentamientos primitivos durante la prehistoria en Martos. En 2003 dicho yacimiento fue declarado Bien de Interés Cultural.

## Instalaciones
EL complejo cuenta un unas modernas instalaciones que han sido remodeladas en varias ocasiones y adaptadas a la normativa vigente. Actualmente no están completas debido a que aún no se ha construido algunas instalaciones que hay en proyecto como la pista de atletismo.
Pabellón municipal de la juventud
Se trata del edificio principal del complejo, que cuenta con una capacidad de 750 espectadores y una pista polivalente donde es posible la práctica de Baloncesto, Voleibol, Balonmano o Fútbol Sala. Fue inaugurado en 1997, y es la sede donde juega sus principales partidos el Club Baloncesto Martos y otros equipos de índole local. Ha sido testigo de numerosas remodelaciones, la última llevada a cabo en 2013, para adaptar la pista principal a la normativa de la FIBA. La instalación fue subsede del Campeonato Europeo de Baloncesto Masculino Sub-16 en 2006
Campos de fútbol
El complejo cuenta por una parte con un campo de fútbol de césped artificial con unas dimensiones de 100 x 63 m, donde es posible la práctica del Fútbol al aire libre, y cuya pista y gradas fueron remodeladas en 2014. Por otra parte existen otras dos pistas de fútbol de tamaño menor y de superficie dura, donde es posible jugar otros partidos de índole menor o entrenamiento.
Pistas de tenis
En cuanto a la práctica de Tenis, el recinto cuenta con 4 pistas de tenis donde anualmente se celebra el Torneo Internacional de Tenis Ciudad de Martos.
Gimnasio
El complejo cuenta con un pabellón gimnasio, remodelado en 2013 donde es posible practicar Voleibol, Bádminton y Gimnasia.
Piscina cubierta
En cuanto a la práctica de Natación durante todo el año, el complejo cuenta con una piscina cubierta, que si bien fue inaugurada en 2011, no ha sido puesta en funcionamiento hasta el año 2016, tras numerosas remodelaciones para cumplir con la normativa, así como por desacuerdos políticos en su forma de gestión.